# Jean-Edme-Auguste Gosselin
L'abbé Jean-Edme-Auguste Gosselin, né à Rouen le 28 septembre 1787 et mort à Issy-les-Moulineaux le 27 novembre 1858, est un prêtre sulpicien et écrivain français.

## Biographie
Jean-Edme-Auguste Gosselin est le fils du négociant François-Benjamin Gosselin et d'Ursule Garnier. Il étudie la philosophie et la théologie à Saint-Sulpice entre 1806 et 1811, devient professeur de dogme, alors qu'il était encore sous-diacre, après l'expulsion des Sulpiciens du séminaire par Napoléon Bonaparte en 1811. Il est ordonné prêtre en 1812. 
Au retour des Sulpiciens en 1814, il entre dans leur société et devient vice-directeur du séminaire d'Issy de 1814 à 1830, professeur de théologie auprès des candidats à la Société de 1814 à 1818, puis supérieur du séminaire de 1831 à 1844. Son état de santé, toujours délicat, l'oblige à donner sa démission. 
Ernest Renan a laissé un portrait de Gosselin ; dans ses Lettres du Séminaire, il en laisse l'impression produite sur le jeune homme par sa gentillesse, sa douceur, sa piété et sa prudence, et son érudition. Dans l'œuvre de sa vieillesse, Souvenirs d'enfance et de jeunesse, Renan dit de lui : « C'était l'homme le plus poli et le plus aimable que j'aie jamais connu. »

## Travaux
- Vie de M. Émery, neuvième supérieur du séminaire et de la compagnie de Saint-Sulpice (1861)
- Instructions historiques, dogmatiques et morales sur les principales fêtes de l'Église (1848)
- Histoire littéraire de Fénelon, ou Revue historique et analytique de ses œuvres, pour servir de complément à son histoire et aux différentes éditions de ses œuvres (1843)
- L'Esprit de S. François de Sales, etc. extrait du recueil publié sous le même titre par Jean-Pierre Camus, etc. Nouvelle édition, revue... par un supérieur de séminaire (1841)
- Pouvoir du pape sur les souverains au moyen âge, ou Recherches historiques sur le droit public de cette époque relativement à la déposition des princes (1839)
- Notice historique et critique sur la sainte couronne d'épines de Notre Seigneur Jésus-Christ et sur les autres instruments de sa Passion qui se conservent dans l'église métropolitaine de Paris (1828)
- Dissertation sur l'ostensoir d'or offert par Fénelon à son église métropolitaine, pour servir de supplément aux différentes histoires de Fénelon (1827)
- Méditations sur les principales obligations de la vie chrétienne et de la vie ecclésiastique... (1826)
- Manuel de piété à l'usage des séminaires... (1825)
- Méthode courte et facile pour se convaincre de la vérité de la religion catholique, d'après les écrits de Bossuet, Fénelon, Pascal et Bullet (1822)

## Source et bibliographie
- Charles Herbermann, ed. (1913). "Jean-Edme-Auguste Gosselin". Catholic Encyclopedia. New York: Robert Appleton Company.